# 2016年哲學
2016年哲學事件 

## 事件
- 查尔斯·泰勒在紐約公共圖書館總部獲得百萬美金的伯格格榮獲哲學獎（英语：Berggruen Prize for Philosophy），被授予「思想者對於塑造人的自我了解和促進人性具有重大意義的思想家。」[1]

## 著作
- 路易·皮埃尔·阿尔都塞（作者），艾蒂安·巴里巴（引言與協作），羅傑·埃斯特布萊特（英语：Roger Establet）（協作），賈克·洪席耶（協作），皮爾·馬雷（英语：Pierre Macherey）（協作） – 《讀資本（英语：eading_Capital）：完整版》[2][3]
- 雅克·德里达 – 《海德格爾：存在與歷史的問題》（Heidegger: The Question of Being and History ）[4]
- 彼得·斯洛特戴克– 《泡沫：球體第三卷：多球體學》（Foams:  Spheres Volume III:  Plural Spherology）[5]
- 安德烈（香港 ） - 《香港文化論》

## 死亡
- 1月14日 – 艾倫米克辛斯·伍德（英语：Ellen Meiksins Wood），美國馬克思主義史學家和學者[6]1942年出生，73歲。死於癌症。[7][8]
- 2月19日 – 翁贝托·埃可，意大利哲學家（康德和鴨嘴獸（英语：Kant and the Platypus））和小說家（玫瑰之名）[9]1932年出生，84歲。死於胰腺癌[10][11]
- 3月13日 – 希拉里·怀特哈尔·普特南，美國哲學家，數學家和計算機科學家，分析哲學、認識論的重要思想家。1926年出生，89歲。死於一種罕見的肺癌[12][13]